# Back Stabbers (album)
Albums de The O'Jays
Super Bad
(1971) Ship Ahoy
(1973)
Singles
1. Back Stabbers
Sortie : 31 mai 1972
2. 992 Arguments
Sortie : 17 octobre 1972
3. Love Train
Sortie : 20 décembre 1972
4. Time to Get Down
Sortie : avril 1973
5. Sunshine
Sortie : novembre 1974

Back Stabbers est le sixième album studio du groupe soul The O'Jays, sorti le 1er août 1972 chez Philadelphia International Records. 
Les sessions d'enregistrement de l'album ont eu lieu aux Sigma Sound Studios à Philadelphie, en Pennsylvanie au cours de l'année 1972. Cinq singles sont extraits de l'album, dont notamment la chanson éponyme Back Stabbers et Love Train. C'est le premier album du groupe à rencontrer un succès commercial important, atteignant le top 10 du Top LPs & Tape du Billboard américain.

## Réception
L'album Back Stabbers marque une percée dans la carrière des O'Jays, atteignant le top 10 du classement Billboard Top LPs & Tape et se vendant à plus de 500 000 exemplaires dans l'année qui a suivi sa sortie. Il contient également deux de leurs singles les plus populaires, Love Train et Back Stabbers, qui ont atteint la première place des classements Hot 100 et Hot Soul Singles respectivement. Le 1er septembre 1972, la chanson-titre de l'album est certifiée disque d'or par la Recording Industry Association of America (RIAA).
L'année suivante, le 8 mai 1973, l'album Back Stabbers est également certifié disque d'or par la RIAA, Il a acquis la réputation d'un album phare de la soul du début des années 1970 et a été cité par des critiques musicaux comme « l'apogée de la soul de Philadelphie ». En 2012, l'album est classé n° 318 sur la liste des 500 plus grands albums de tous les temps établie par le magazine Rolling Stone.
Il a été classé 754e dans la troisième édition du livre All Time Top 1000 Albums de Colin Larkin (2000).

## Liste des titres
| 1. | When the World's at Peace | Kenneth Gamble, Bunny Sigler, Phil Hurtt | 5:21 |
| 2. | Back Stabbers             | Leon Huff, Gene McFadden, John Whitehead | 3:07 |
| 3. | Who Am I                  | Sigler, Hurtt                            | 5:14 |
| 4. | (They Call Me) Mr. Lucky  | Gamble, Huff                             | 3:20 |
| 5. | Time to Get Down          | Gamble, Huff                             | 2:53 |

| 6.  | 992 Arguments                            | Gamble, Huff                      | 6:09 |
| 7.  | Listen to the Clock on the Wall          | Gamble, Huff, Whitehead, McFadden | 3:48 |
| 8.  | Shiftless, Shady, Jealous Kind of People | Gamble, Huff, Whitehead, McFadden | 3:36 |
| 9.  | Sunshine                                 | Sigler, Hurtt                     | 3:42 |
| 10. | Love Train                               | Gamble, Huff                      | 2:59 |

| 11. | 992 Arguments (single version) | Gamble, Huff, Whitehead, McFadden | 2:22 |
| 12. | Love Train (Tom Moulton Mix)   | Gamble, Huff                      | 6:13 |

## Crédits
The O’Jays
- Eddie Levert
- Walter Williams
- William Powell

Musiciens
- Dennis Harris – guitare
- Bobby Eli – guitare
- Roland Chambers – guitare
- Bunny Sigler – guitare, piano, producteur
- Norman Harris – arrangements, guitare
- Ronnie Baker – basse
- Lenny Pakula – orgue
- Leon Huff – producteur, piano
- Earl Young – batterie
- Don Renaldo – chef d'orchestre, cuivres, cordes
- Thom Bell – arrangements, cordes, producteur
- Larry Washington – bongos, congas, percussion
- Vincent Montana Jr. – percussion, vibraphone

Production et conception
- Kenneth Gamble – producteur
- Tony Martell – producteur exécutif
- Adam Block – directeur
- Joe Tarsia – ingénieur du son
- Leo Sacks – producteur de réédition
- Tony Sellari – direction artistique
- Bobby Martin – arrangements
- Thom Bell - arrangements

## Classements et certifications
| Classement (1972–73)        | Meilleure position |
| --------------------------- | ------------------ |
| Canada (Top Albums)         | 49                 |
| États-Unis (Top LPs & Tape) | 10                 |
| États-Unis (Top Soul LPs)   | 3                  |

| Classement (1973)           | Position |
| --------------------------- | -------- |
| États-Unis (Top LPs & Tape) | 60       |
| États-Unis (Top Soul LPs)   | 8        |

### Certifications
| Région                                | Certification | Ventes/Streams |
| ------------------------------------- | ------------- | -------------- |
| États-Unis (RIAA)                     | Or            | 500 000^       |
| ^Mise en rayon selon la certification |               |                |